# Оциње
Оциње (словен. Ocinje, мађ. Gedőudvar) је насељено место у општини Рогашовци, Помурска регија, Словенија.

## Историја
До територијалне реорганизације у Словенији било је у саставу старе општине Мурска Собота.

## Становништво
У попису становништва из 2011. године, Оциње је имало 57 становника.
| Број становника према пописима | Број становника према пописима | Број становника према пописима |
| ------------------------------ | ------------------------------ | ------------------------------ |
| 1991                           | 2002                           | 2011                           |
| 100                            | 60                             | 57                             |